# Glossop
Glossop è una cittadina di 32 428 abitanti della contea del Derbyshire, in Inghilterra.

## Amministrazione

### Gemellaggi
- Bad Vilbel